# Sinikismos Antupolis
Sinikismos Antupolis (gr. Συνοικισμός Ανθούπολης ) – wieś w Republice Cypryjskiej, w dystrykcie Nikozja. W 2011 roku liczyła 1756 mieszkańców.